# Бедрино (Москва)
Бедрино — бывшее село в России, ставшее частью поселка Некрасовка и вошедшее в состав Москвы в 1968 г.

## История
Село известно с XVI в., когда принадлежало Юрию Вердеревскому. При нём в селе находилась ветхая деревянная церковь Георгия Страстотерпца.
В XVII в. село Бедрино перешло в государственное владение и числилось присёлком села Котельников. В 1680 г. в селе было 4 крестьянских двора.
В 1683 г. владельцем стал боярин Иван Милославский, после которого село досталось его вдове Авдотье Петровне. В 1688 г. она передала его своему родному брату князю Алексею Петровичу Прозоровскому.
К 1705 г. в селе насчитывалось 7 крестьянских дворов, в которых проживало 27 человек. При князе Прозоровском на речке Бедринке был создан пруд, его длина доходила до двух километров. На плотине появились мельница и двор мельника. В том же году село перешло к вдове Алексея Прозоровского Аграфене Петровне, которая повторно вышла замуж за князя Юрия Владимировича Долгорукова.
В 1712 г. Бедрино купил князь Матвей Петрович Гагарин. При нём в селе была построена новая Георгиевская церковь.
На протяжении XVIII в. село несколько раз продавали и передавали, после князя Гагарина его владельцами были Алексей Кириллович Лихарев, его сын Илья, затем Федосей Кузьмич Яцын.
В первой половине XIX в. владельцем села Бедрино стал Фёдор Фёдорович Кокошкин, один из основателей Большого театра. Весной 1826 г. его усадьбу посетил известный писатель Сергей Тимофеевич Аксаков, который оставил свои воспоминания о Бедрино:

«Подмосковная называлась „Бедрино“ и славилась старым парком, великолепным озером, в две версты длиною… Дождавшись самой лучшей погоды, мы весело отправились, в двух четвероместных колясках, в знаменитое Бедрино. Надобно было проехать вёрст тридцать по просёлочной, весьма дурной и лесистой дороге. Часа через три мы приехали в Бедрино. Местоположение было довольно плоское и обыкновенное, но огромная полоса воды светлела издали и красила всё. Большой деревянный дом стоял на покатом пригорке, недалеко от края озера, весь окружённый зеленью распустившихся лип и берёз. Старый и темный парк тянулся вверх по озеру, вдоль дорожки, которая живописно лепилась по самому краю берега… Оно было огромно и величаво расстилалось в отлогих зелёных берегах своих…»
При Кокошкине в селе Бедрино собиралась московская знать, чтобы посмотреть театральные постановки, которые давал хозяин. Летом 1828 г. он поставил трагедию «Поликсена», сделав декорациями берег озера и аллеи усадьбы.
После смерти Кокошина в 1838 г. новый владелец Бедрино спустил озеро, на месте которого образовалось болото.
В середине XIX в. в Бедрино было лишь 8 дворов, где проживало 85 человек. Последним владельцем был чаеторговец Егор Иванович Некрасов, его усадьба была центром села, живописные земли которого были застроены дачами.
В начале XX в. эти территории были приобретены Москвой, чтобы создать поля орошения, к январю 1914 г. образовалось Люберецкое имение, площадь которого составляла 1858,3 десятин. В 1962 г. была введена в эксплуатацию Люберецкая станция аэрации, в этом же году поселок Некрасовка стал подчиняться Ждановскому району города Москвы. В 1968 г. поселок Некрасовка стал частью новообразованного Волгоградского района.